# Contrôle des populations animales par l'humain

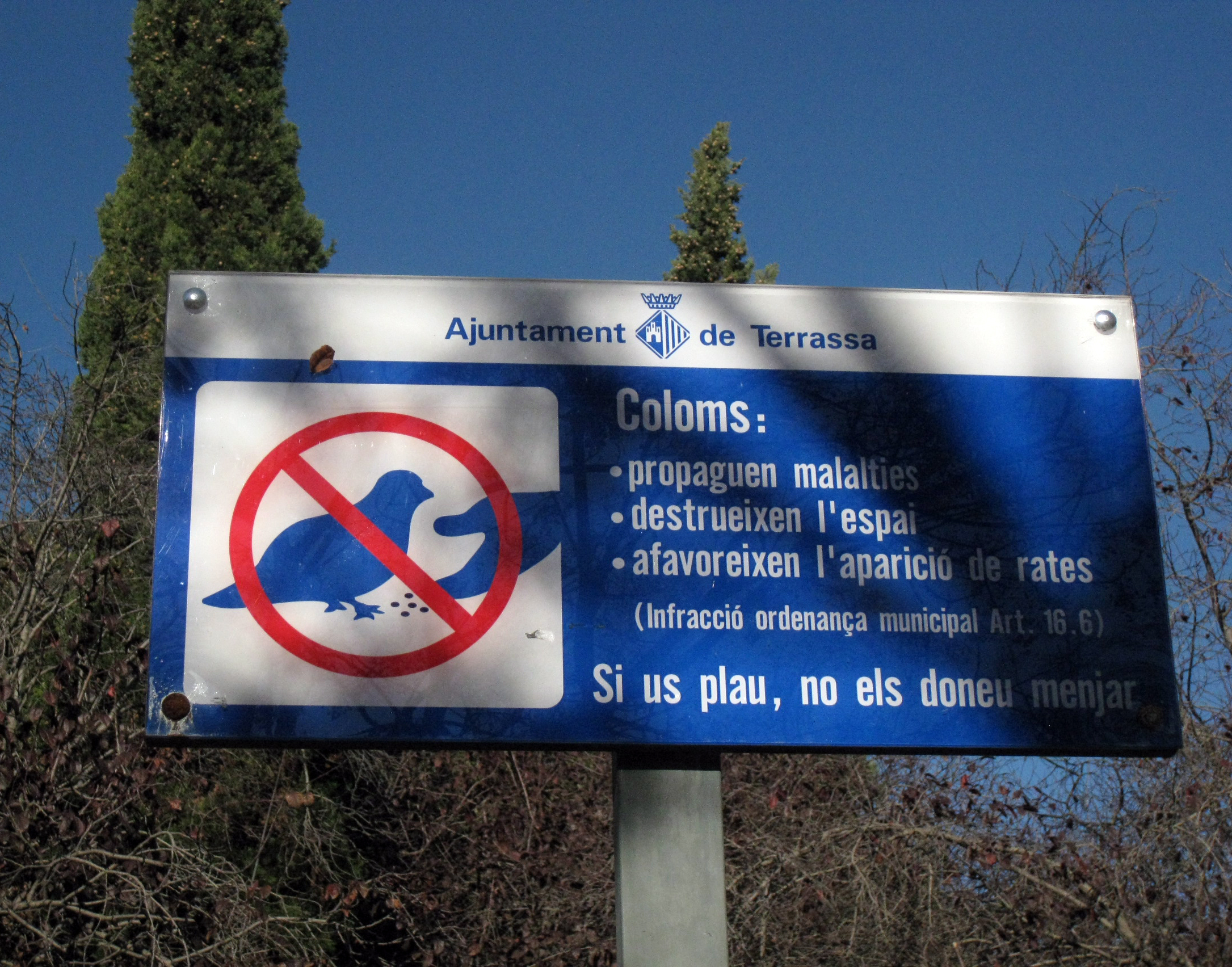
Interdiction en Catalogne de nourrir les pigeons qui propagent les maladies, salissent l'environnement et attirent les rats.

Le contrôle des populations animales est un ensemble de pratiques visant la réduction du nombre d'individus vivant dans certaines zones afin de diminuer les impacts écologiques et économiques. Les méthodes typiques de contrôle comportent des actions d'élimination par la chasse, mais aussi la relocalisation et les moyens de contrôle de la fertilité d’une population. Ces interventions, si elles sont trop agressives, peuvent être défavorables à la conservation de la biodiversité.

## Dynamique des populations
Une population animale définie comme un ensemble, un groupe d’individus d’une espèce donnée occupant un territoire et s’y perpétuant, la taille d’une population se mesure en nombres d’individus.
Les populations d’espèces seront limitées dans leur distribution géographique et dans leurs effectifs par les caractéristiques de leur environnement. Chaque milieu à une capacité de support, c’est-à-dire qu’il a une taille maximale de population d’une espèce qu’il peut soutenir avant d’être appauvris .
La croissance des populations animales va être limitée par plusieurs facteurs environnementaux dont chaque population dépend pour subsister. On définit deux catégories de facteurs soit les facteurs biotiques (appartenant au vivant) et les facteurs abiotiques (n’appartenant pas au vivant). 
Le facteur biotique le plus souvent limitant est la nourriture, dans sa qualité (ce qui est là) et dans son abondance. Un manque de nourriture entraîne un déclin rapide d’une population, certains animaux sont même incapables de se reproduire en l’absence de sources de nourriture suffisante. 
En relation avec la nourriture, la prédation va jouer un rôle primordial dans la régulation d’espèces herbivores. L’augmentation d’une population d’herbivores entraînera souvent une augmentation de la population de prédateurs car ceux-ci auront désormais plus de nourriture. L’augmentation de prédateurs entraine subséquemment une diminution de la population de proies, après quoi la population de prédateurs diminue et ainsi de suite. Ce cycle permet de garder les populations de proies et de prédateurs en équilibre. Si un prédateur disparaît, ce mécanisme de contrôle disparaît et les populations d’herbivores peuvent augmenter de manière drastique. 

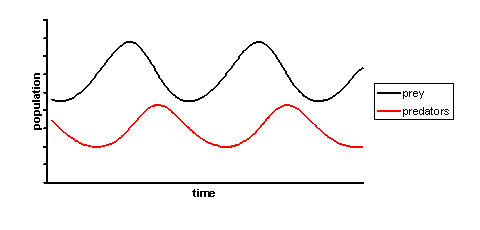
Modèle écologique des densités de proies et de prédateurs

La compétition est aussi un facteur à prendre en compte, deux populations d’espèces différentes se disputant des ressources seront limitées dans leur capacité d’accroissement. 
Les populations animales sont aussi sensibles aux agents pathogènes tels que les parasites ou les infections virales. Ces derniers participent dans la régulation des populations animales. 
Les facteurs abiotiques vont aussi affecter la distribution et la croissance des populations. Le facteur abiotique le plus évident est la disponibilité de territoire : sans espace, les organismes ne peuvent pas se disperser et se reproduire. Les paramètres climatiques d’un milieu, tels que la lumière et la température, seront aussi clés pour déterminer la pérennité des populations animales.
En absence de prédateurs ou compétiteurs, certaines espèces endémiques peuvent rapidement atteindre la capacité de soutien de leur milieu ; on parle de surpopulation. Dans ces cas, la population aura tendance à épuiser les ressources de son milieu et en diminuer la richesse spécifique. Il est aussi fréquent que les populations sans prédateurs migrent de leur milieu d’origine et colonisent des milieux nouveaux ou adjacents (voir Surpopulation et environnement).
Les espèces invasives, ou envahissantes, sont des espèces qui colonisent un milieu qui n’est pas leur milieu d’origine et remplacent les espèces similaires locales. Ses espèces sont donc souvent des espèces qui démontrent un plus grand succès écologique que les espèces endémiques en milieux colonisés. Elles représentent tout d’abord un danger pour les espèces qu’elles remplacent, car elles causent directement leur disparition. Les espèces invasives posent ensuite un danger pour l’écosystème en entier, car elles n’ont souvent pas de prédateur naturel dans le nouveau milieu ou encore elles ont une alimentation plus efficace que leurs prédécesseurs. Elles appauvrissent donc en ressources les milieux qu’elles colonisent, après quoi il s’ensuit l’appauvrissement d’une richesse spécifique dans ce milieu.
L’écrevisse Signal (Pacifastacus leniusculus) est un bon exemple d’espèce invasive. Importée en Europe dans les années 1960, l’écrevisse Signal s’est retrouvée à supplanter l’écrevisse européenne (Astacus astacus) dans beaucoup de milieu. Son efficacité fut davantage marquée par le fait qu’elle est porteuse asymptomatique de la peste des écrevisses, un agent pathogène pourtant mortel pour les écrevisses européennes.
Ces problèmes soulignent le besoin de méthodes pour contrôler la taille et la répartition des populations animales dans l’optique de protéger non seulement des intérêts humains, mais aussi de protéger l’environnement.

## Motivations du contrôle
Les espèces nuisibles, ou pestes, sont des organismes qui ont un effet néfaste sur la santé ou l’économie humaine. 
Les espèces qui sont porteuses de maladies transmissibles à l’homme (zoonoses) posent un problème de santé publique évident. Des mesures sont souvent prises pour diminuer la taille des populations dans le but de minimiser la dispersion des pathogènes. Parfois, les méthodes visent à restreindre la dispersion de ces populations pour empêcher leur contact avec des zones d’habitations humaines. Des exemples évidents sont ceux du rat qui véhiculent la peste ou encore les renards qui véhiculent le virus de la rage.
D’autres espèces peuvent entraîner des dommages économiques considérables sans toutefois être vecteur de maladies. Les dommages engendrés par des populations naturelles sont souvent sous la forme de dommages aux infrastructures humaines ou à des ravages de terres de culture. La plupart du temps, cela arrive parce que leur aire de répartition coïncide directement avec des zones de développement humains ou des zones agricoles.
En Suisse, par exemple, en l’absence de mécanismes de contrôle, des populations de sangliers ont pris beaucoup d’ampleur et causes énormément de dommages sur les terres cultivées.

## Modes d'intervention

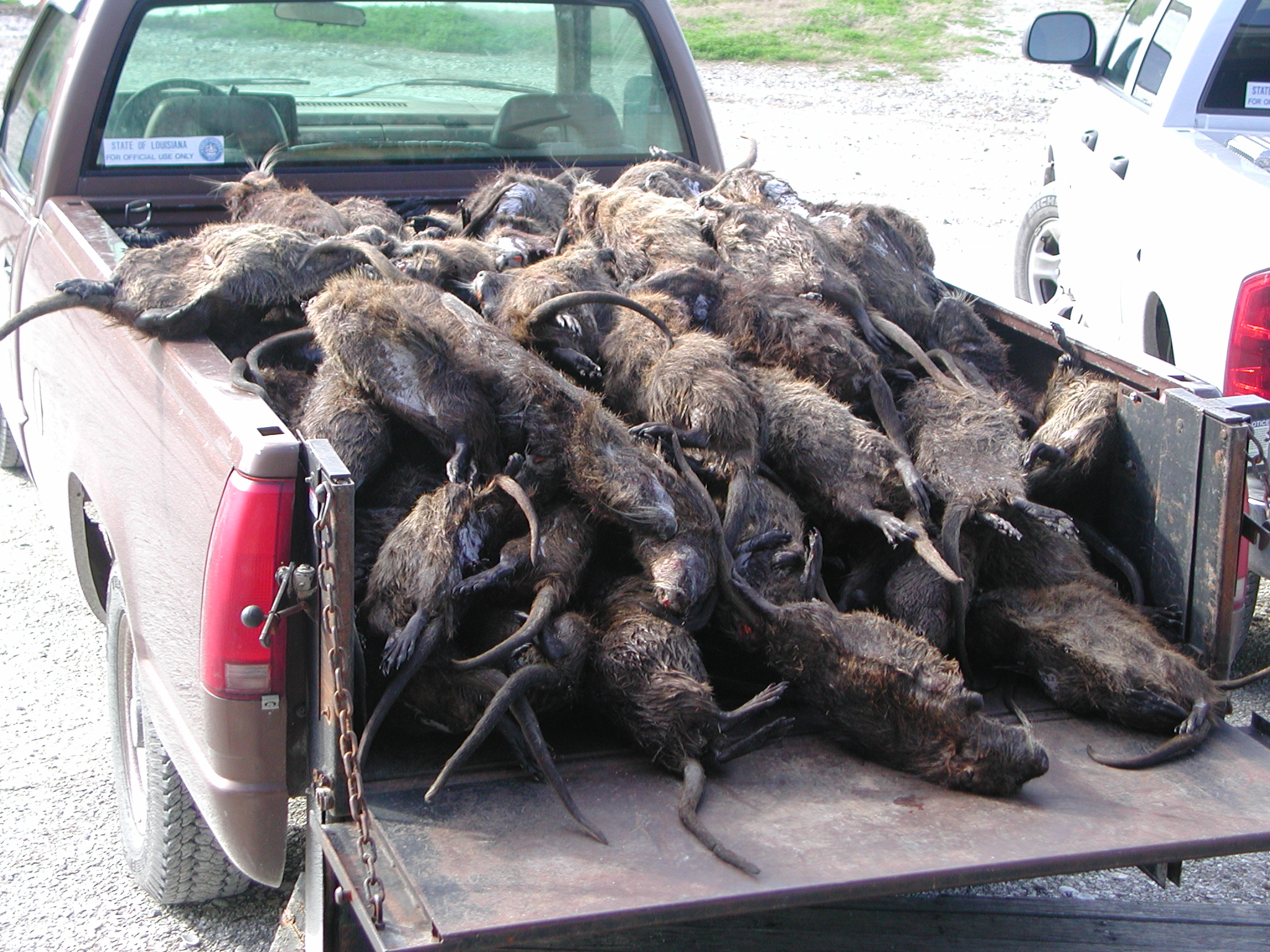
Ragondins (Myocastor coypus) abattus et congelés, dans le cadre du contrôle des populations de la Rockefeller Wildlife Management Area en Louisiane (USA)

Il existe une variété de méthodes pour contrôler la taille et la dispersion des populations animales, certaines sont létales et d’autres visent à affecter la reproduction de la population dans son ensemble. Bien que visant des buts similaires, ces méthodes diffèrent drastiquement qu’ils s’agisse de populations domestiques ou de populations sauvages.

### Populations domestiques

#### Stérilisation

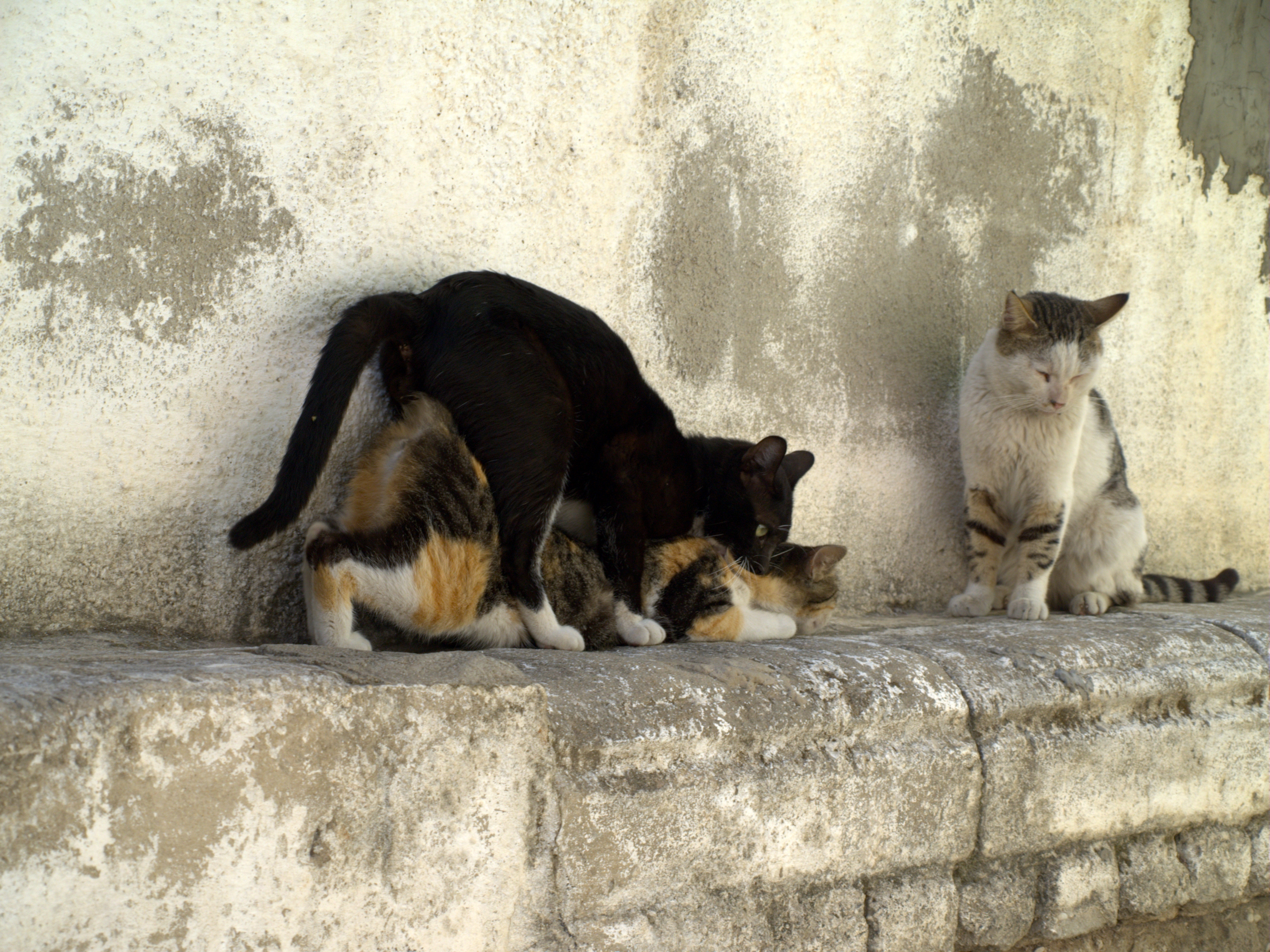
Chats errants se reproduisant en Israël

Des méthodes non létales existent pour limiter les populations d’animaux domestiques. Une pratique courante consiste en la stérilisation des animaux, principalement pratiquée sur les animaux de compagnie. Les chats et les chiens sont régulièrement castrés par les vétérinaires. Ce processus a, en plus de réguler les populations, le mérite de rendre les animaux de compagnies moins agressifs durant les périodes de reproduction.
De grandes campagnes de sensibilisation à ce sujet sont effectuées par les sociétés protectrices des animaux et des instituts vétérinaires.

#### Abattages sélectifs
L’abattage sélectif est, comme son nom l’indique, un processus via lequel des animaux sont sélectionnés et séparés de leur population d’origine pour ensuite être abattus. Ce processus est analogue à la sélection artificielle dans la mesure où on sélectionne des individus selon des caractéristiques non voulues afin de les retirer de la population. 
Cette méthode est utilisée principalement par des éleveurs de bétails, l’idée étant d’éliminer non seulement des caractéristiques génétiques non voulues mais aussi des individus porteurs de maladies ; on protège ainsi une population des maladies véhiculées par certains individus.

#### Euthanasie
L’euthanasie animale est le fait de tuer un animal de « manière douce », sans souffrance, donc plus éthique. Celle-ci s’effectue traditionnellement par injection létale. La différence épistémologique entre l’euthanasie et l’abattage sélectif est que ce dernier est généralement fait de manière sélective, pour le bien des éleveurs, selon leurs critères de sélection, alors que l’euthanasie est faite de manière non discriminatoire dans l’optique de soulager les souffrances d’un animal ou d’empêcher l’apparition de ces souffrances dans une population
Des campagnes d’euthanasie sont souvent entreprises par des fourrières ou autres centres de captures d’animaux errants visant à limiter leurs populations.

### Populations sauvages
Les populations animales sauvages sont plus dures à contrôler de par leur nature. L’impossibilité d’un contrôle permanent et d’un suivi vétérinaire implique des méthodes de plus grande envergure.

#### Barrières

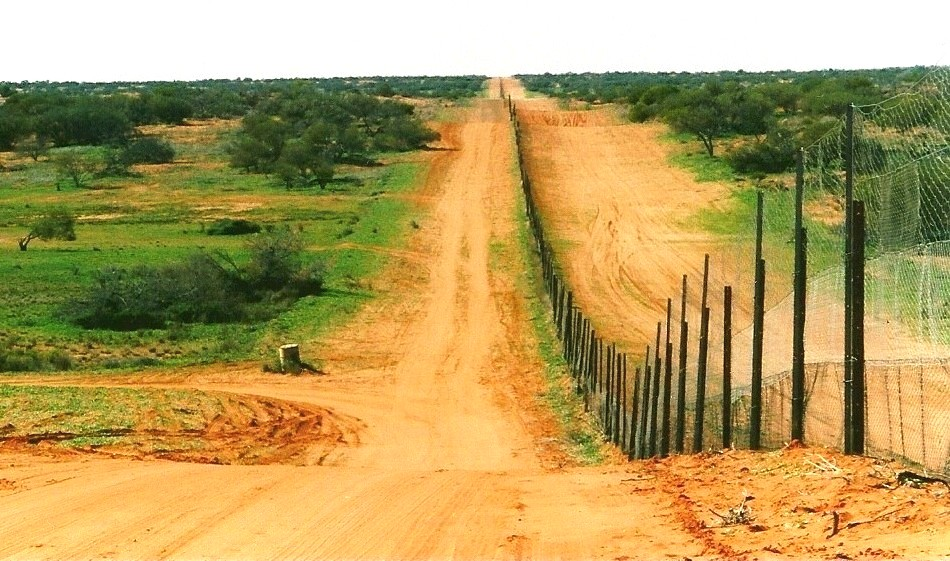
Dingo fence dans le Parc national Sturt (Australie)

La pose de clôtures sur de longues distances permet de limiter la propagation des espèces invasives ou prédatrices pour la faune locale. Cette méthode est utilisée notamment en Australie pour arrêter les lapins ou les dingos, mais elles limitent aussi la circulation des populations d'autres espèces. 

#### Contrôle de la fertilité des populations
Le contrôle de la fertilité des populations implique le recours à des méthodes diminuant le taux de reproduction d’une population donnée de manière temporaire ou prolongée.
Classiquement, plusieurs méthodes de stérilisations seront utilisées selon la situation.

##### Stérilisation chirurgicale
La stérilisation chirurgicale consiste en l’ablation des testicules ou des ovaires. Cette stérilisation est souvent effectuée dans des programmes de « Capture, stérilisation, relâche ». Les animaux sont capturés puis relâchés après avoir été stérilisés. Cette technique permet de réduire la proportion d’animaux reproducteurs au sein d’une population, ayant un impact sur une ou plusieurs saisons de reproduction. Cette stérilisation est généralement entreprise par le biais ou en collaboration avec des instituts vétérinaires et faite de manière à limiter la souffrance des animaux capturés.

##### Stérilisation des œufs

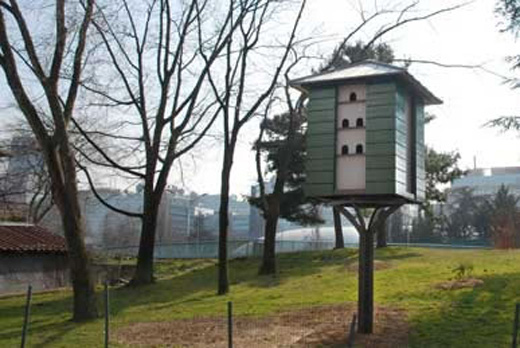
Pigeonnier contraceptif dans un parc.

Chez les oiseaux, il est plus simple d'intervenir sur les œufs, en prenant soin de les laisser en place dans le nid pour que les parents ne les abandonnent pas pour faire une nouvelle couvée. L'opération consiste par exemple à pulvériser sur les œufs un produit à base d'huile, pour étouffer l'embryon dans une coquille qui ne laisse plus passer l'air, ou bien à secouer fortement les œufs dans les pigeonniers.*

##### Stérilisation chimique
La stérilisation chimique est un processus de stérilisation via l’injection de produits chimiques. Plusieurs produits chimiques destinés à la castration ont été développés. Ils sont généralement injectés en une seule dose dans les testicules et perturbent la gamétogénèse (la production de gamètes). Cette méthode est souvent moins invasive que la stérilisation chirurgicale et engendre moins de changements hormonaux.

##### Stérilisation hormonale
La stérilisation hormonale, à l’instar de la stérilisation chimique, passe généralement par des injections. Cette stérilisation peut entrainer des dérèglements hormonaux passagers mais a l’avantage de ne pas être permanente. La stérilisation hormonale ne bloque pas la gamétogenèse en tant que telle, mais peut influencer les hormones impliquées dans l’apparition des comportements reproducteurs ; en d’autres mots, elle peut modifier la libido des animaux.
Il existe d’autres contraceptifs hormonaux administrables par voie orale, bien que leur développement soit plus complexe.

##### Immuno-stérilisation
L’immuno-stérilisation repose sur les principes de la vaccination. L’injection de substances dérivées de protéines, hormones ou autres composés provenant des cellules germinales induit une réponse immunitaire à l’encontre de ces derniers chez l’animal vacciné.
L’animal immuno-stérilisé produira ainsi des anticorps qui, par exemple, bloqueront l’activité des hormones sexuelles et entraineront une baisse de l’activité sexuelle ou une baisse de la production de gamètes.
D’autres vaccins entraîneront une reconnaissance immunitaire de protéines présentes à la surface des gamètes, empêchant soit leur déplacement (pour les spermatozoïdes), soit leur pénétration dans l’ovule. Un bon exemple est le vaccin de la zona pellucida porcine : ce vaccin est dérivé de la zone pellucide de l’ovule du porc (couche externe de l’ovule) ; après vaccination, l’animal produit des anticorps contre la zone pellucide des ovules mammifères, anticorps qui recouvriront leur propre ovule empêchant la pénétration du spermatozoïde. Ce vaccin s’est prouvé efficace dans la contraception de cerfs de Virginie (Odocoileus virginianus) et de wapitis (Cervus canadensis).
Globalement efficace à l’échelle de l’individu, certain vaccins contraceptifs peuvent cependant perdre leur efficacité après quelques années et nécessitent donc des rappels. Un gros désavantage de cette méthode réside dans les coûts associés au développement des vaccins et dans leur production. Tout comme les programmes de stérilisation chirurgicale, cette méthode implique la capture et la relâche d’individus ; elle n’est donc pas forcément moins chère que la première.

###### Immuno-stérilisation virale
L’immuno-stérilisation virale fonctionne de la même manière que l’immuno-stérilisation, mais  utilise un vecteur de nature virale. Un virus modifié pour transmette un antigène comme la zona pellucida porcine, se répandrait dans une population et serait plus efficace qu’une campagne d’immuno-stérilisation par injection.

#### Méthodes létales
Outre les méthodes contraceptives, il existe des méthodes plus directes afin de contrôler la taille d’une population naturelle. Elles impliquent cependant de tuer des individus. 

##### Piégeage

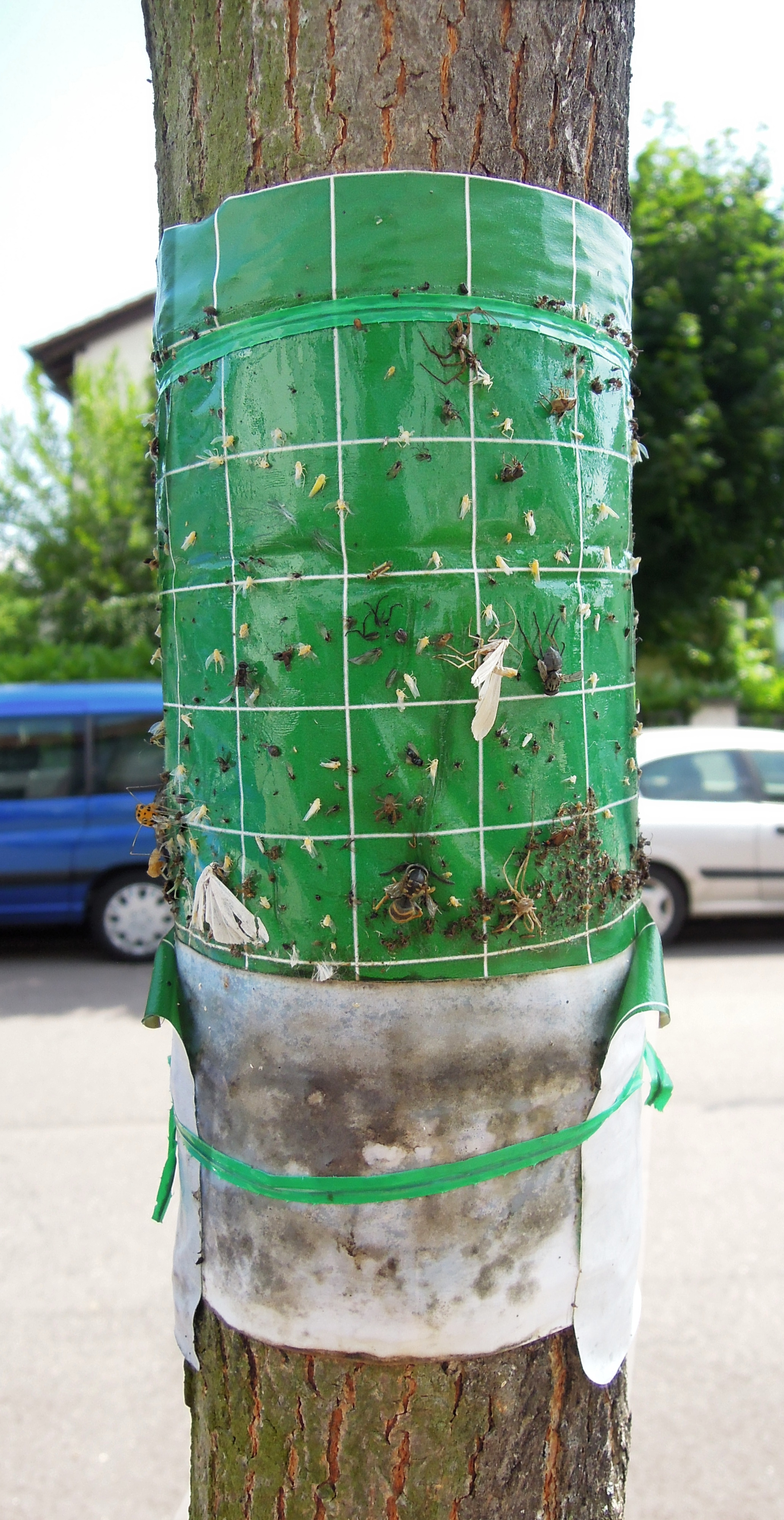
Insectes et araignées, piégés sur un adhésif entourant un tronc d'arbre, sans distinction d'espèce.

Le piégeage d’animaux est une méthode parfois employée pour contrôler des populations animales. Ces méthodes sont cependant très peu spécifiques et ne permettent pas de cibler une espèce en particulier, elles entraînent donc souvent des fatalités dans des espèces dont la population n’est pas visée par le contrôle. Ces méthodes, bien que considérée comme efficaces, blessent plus souvent qu’elles ne tuent. 
Ces méthodes sont déconseillées et vont à l’encontre de beaucoup de principes de bien-être animal et des droits des animaux.
L’utilisation de poisons est un gros problème, car, en plus de ne pas être spécifiques, les poisons sont parfois lents à tuer et entraînent de vastes souffrances pour les animaux qui en consomment. De plus, les poisons ont tendance à s’accumuler dans la chaîne alimentaire et peuvent affecter l’écosystème de manière plus large que prévu.
Bien que le piégeage soit une pratique de chasse, il sera ici considéré de manière distincte à la chasse à tir.

##### Chasse

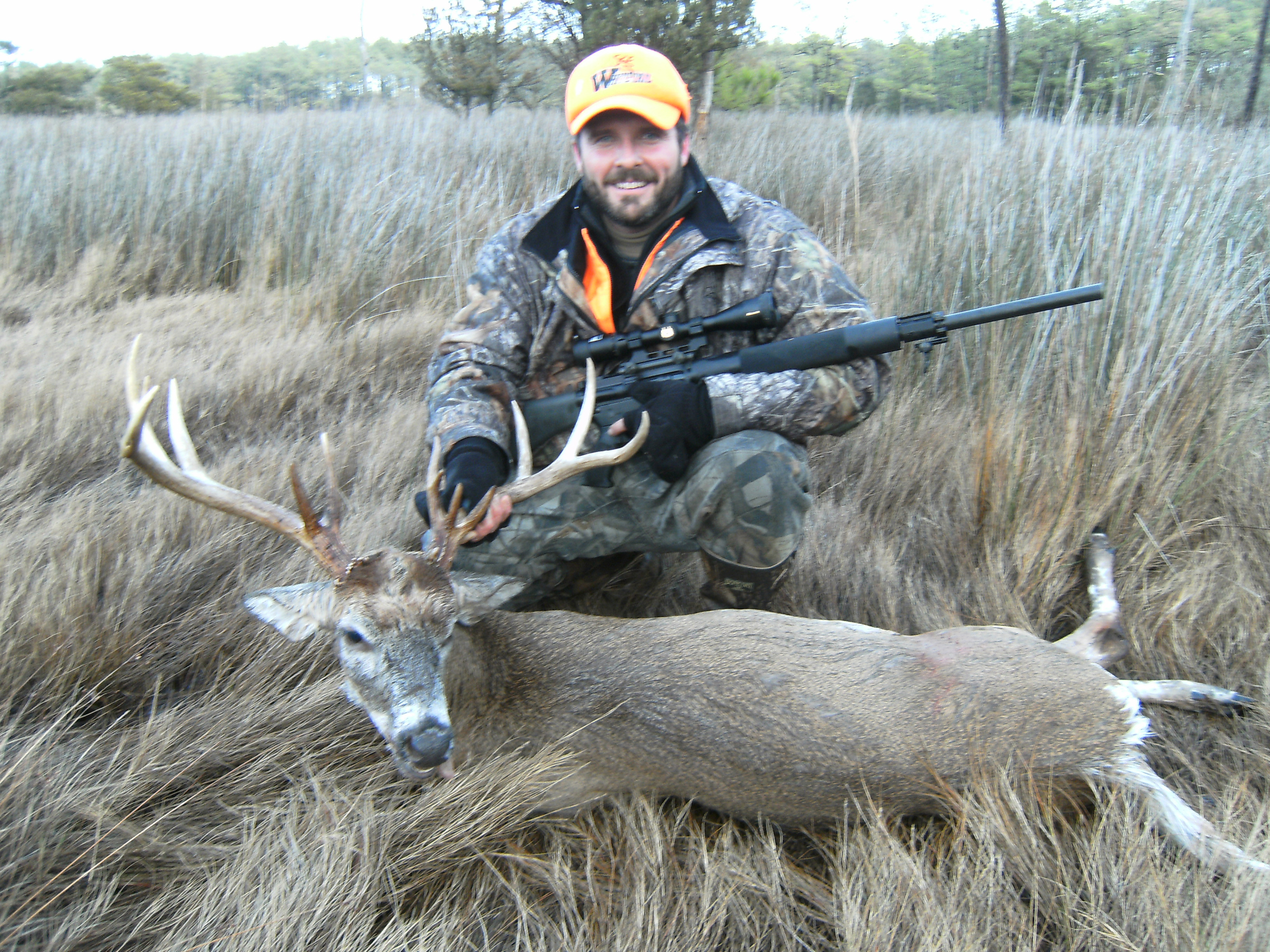
Chasseur et un cerf de Virginie, une espèce en surnombre en Amérique du Nord.

La chasse (à tir) est l’activité de traquer et de tuer un animal. La chasse à tir s’effectue classiquement avec des fusils de chasse, bien qu’il soit courant d’utiliser des arcs ou des arbalètes.
La chasse peut être utile comme moyen de contrôle des populations animales. L’avantage de cette méthode, par rapport au piégeage, est qu’elle permet de cibler les individus à éliminer suivant différents critères préétablis par des instances gouvernementales régulant la chasse. 
Il est par exemple faisable d’enseigner aux chasseurs comment reconnaître certains animaux selon leur sexe et leur taille afin d’encourager leur chasse ou de la prévenir. Les chasseurs entraînés peuvent ainsi participer dans des programmes de diminution de certaines populations.
En Amérique du Nord, les populations de cerfs de Virginie ont augmenté drastiquement en taille durant les 15 dernières années. Ceux-ci causent des problèmes majeurs pour les écosystèmes et pour l’agriculture humaine. Des programmes de chasse sont désormais envisagés comme mécanisme pour réduire la population de cerfs, si bien que certains auteurs proposent même d’encourager leur chasse par des récompenses monétaires ou bien même de la rendre obligatoire (au sens qu’un chasseur étant en situation où il peut abattre un cerf se verrait obligé de le faire).
Le principal avantage de l’utilisation de la chasse comme méthode de contrôle des populations est qu’il permet une rétroaction de la part des chasseurs dans l’optique de recenser la faune et d’évaluer la santé des environnements.
Il existe à cette fin plusieurs organismes régulateurs de la chasse à travers le monde. Par exemple, la fédération Européenne des associations pour la chasse et la conservatio milite pour la reconnaissance du rôle des chasseurs dans la conservation et tente de coordonner des opérations de conservations par le biais des chasseurs. Ces organismes ont généralement pour objectifs de surveiller l’état des populations animales en contrôlant leur nombre et en effectuant des recensements ainsi que d’établir des règles strictes quant aux espèces à protéger. Ces objectifs peuvent se réaliser via une éducation des chasseurs sur la faune et la flore ainsi qu’une communication sur les problèmes à l’échelle des populations locales.

##### Réintroduction de prédateurs naturels

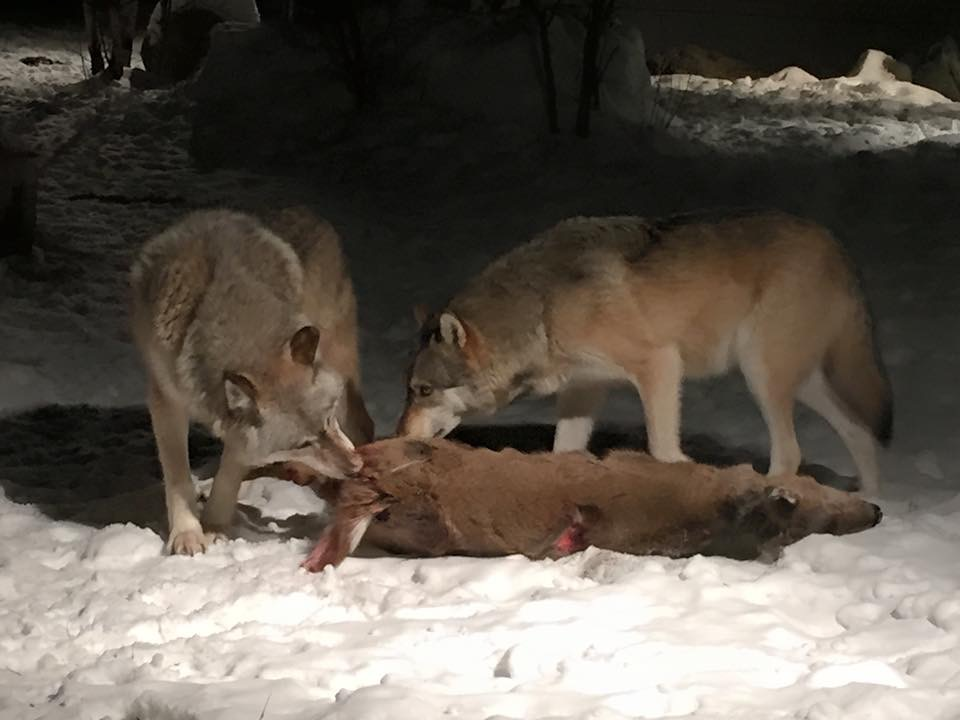
Loups dévorant leur proie.

Certaines populations, notamment d’herbivores, en l’absence de prédateurs peuvent atteindre un effectif trop important pour la capacité d’un milieu. Lorsque cela arrive, cette population peut devenir une pression trop importante sur les autres espèces de l’écosystème. Dans ces scénarios, il est dur d’imaginer une méthode efficace humaine pour contrôler cette population de manière durable. 
Il est cependant possible de réintroduire les prédateurs naturels de cette espèce. Cette méthode, bien que compliquée d’un point de vue logistique permet non seulement de limiter la population, mais aussi d’augmenter celle de l’espèce prédatrice. Cette méthode permet de rétablir les conditions d’équilibre dans un écosystème.
Un bon exemple est celui de la réintroduction du loup (Canis lupus) dans le parc de Yellowstone. La population de wapitis du parc atteignait une taille considérable et constituait un véritable fléau pour la biomasse et la diversité végétale de la région. Une tentative de réintroduction de 66 loups gris dans le parc en 1995 fut faite dans l’optique de ramener un prédateur naturel aux ongulés. En 2005, la population de loups était estimée à 1000 individus. Cette réintroduction s’est vue accompagnée d’une baisse significative de la population de wapitis et d’une augmentation de la biodiversité végétale et animale dans la plupart du parc. Ceci étant bénéfique à l’écosystème dans son entièreté .